# 南田健吾
南田 健吾（みなみだ けんご、9月14日 - ）は、日本の音楽プロデューサー、作曲家、編曲家・ギタリスト。onetrap所属。大阪府出身。

## 概要
10代からギタリストとして活動し、2008年onetrap加入。ソウル、ファンク、ジャズ、ポップス、ロックなどジャンルを問わずライブサポート・レコーディング活動を積極的に行う他、前述の活動の傍ら作曲を始め、BGM制作、映画劇伴などで活動。メロディアスな旋律とグルーヴを共存させる稀有な音作りが特徴で、YUKI、JUJU、乃木坂46などアーティストへの楽曲提供、近年ではCM音楽、アニメ・ゲーム作品の主題歌・挿入歌も多数手がけている。

## 参加作品
| 発売日         | 曲名                                      | 収録初出作品 |                                |  |
| 2009年7月29日  | ハッピーライフ!                           | 宮野真守『J☆S』 | 作曲                           |  |
| 2009年11月25日 | ただ一つの願いさえ                        | Love『Second Love 〜ただ一つの願いさえ〜』                                                                                               | 作曲                           |  |
| 2010年3月10日  | 明るい光の中で                            | RSP『旅立つキミへ』 | 作曲                           |  |
| 2010年3月26日  | Lie of the Truth                          | 悠太(from LAZ)『SEX PISTOLS』OVA Vol.1 特典CD OVA『SEX PISTOLS』OP                                                                       | 作曲                           |  |
| 2010年6月30日  | super special summer                      | jealkb『super special summer』 | 作曲                           |  |
| 2010年10月20日 | 正直者                                    | つるの剛士『つるばむ』 | 作編曲（井出泰彰と共編曲）     |  |
| 2011年5月11日  | はにかみオブリガード                      | 関ジャニ∞『マイホーム』 | 作曲                           |  |
| 2011年8月24日  | しゅぱっ                                  | YGA『YGA BEST 1〜電撃!グイグイ少女〜』                                                                                                   | 作曲                           |  |
| 2011年12月21日 | Angel drops                               | 9nine『チクタク☆2NITE』 | 作曲                           |  |
| 2012年3月7日   | 9nine o'clock                             | 9nine『9nine』 | 作編曲                         |  |
| 2012年6月27日  | 隣にいたかった feat. WISE                 | fumika『隣にいたかった feat. WISE』 | 作曲（玉井健二・WISEと共作曲） |  |
| 2012年7月25日  | ユメセカイ                                | 戸松遥『ユメセカイ』 （TVアニメ『ソードアート・オンライン』ED）                                                                          | 作曲                           |  |
| 2012年7月25日  | 雨のち晴れ                                | エイトレンジャー『ER』（通常盤・初回限定盤A）                                                                                            | 作曲                           |  |
| 2012年8月1日   | ためいきはピンク                          | Tomato n' Pine『PS4U』 | 編曲（玉井健二と共編曲）       |  |
| 2013年6月12日  | 絆奏                                      | 関ジャニ∞『涙の答え』（初回限定盤B） | 作曲                           |  |
| 2013年7月3日   | コウモリよ                                | 乃木坂46『ガールズルール』（Type-A） | 作曲                           |  |
| 2013年7月3日   | 終わらないで、夏                          | さんみゅ〜『夏祭り』（初回限定盤B） | 作曲                           |  |
| 2013年10月30日 | バベル                                    | 鈴村健一『All right』 | 編曲                           |  |
| 2014年1月15日  | Touch Me!                                 | 河西智美『キエタイクライ』 | 編曲                           |  |
| 2014年2月19日  | Hot Stuff                                 | JUJU『Door/Hot Stuff』 | 作曲（玉井健二と共作曲）       |  |
| 2014年5月28日  | B.I.B                                     | BEAST『ADRENALINE』 | 作編曲                         |  |
| 2014年6月25日  | Phase                                     | 小野賢章『Touch the Style』 | 編曲                           |  |
| 2014年6月25日  | 永遠の灯                                  | れみ・ふうり from STAR☆ANIS TVアニメ/データカードダス『アイカツ! 2ndシーズン』挿入歌ミニアルバム1『POP ASSORT』                          | 作曲                           |  |
| 2014年6月25日  | 小さな星のメロディー                      | Aimer『Midnight Sun』 | 編曲（玉井健二と共編曲）       |  |
| 2014年7月2日   | オモイダマ                                | 関ジャニ∞『オモイダマ』 | 作曲                           |  |
| 2014年8月26日  | SUN SUN サマー Touch Me ♡                 | 神楽坂ゆか『Doki Doki ☆ n パイン』 | 編曲                           |  |
| 2014年9月9日   | 証明ティンエイジャー                      | 夢みるアドレセンス『証明ティンエイジャー』                                                                                               | 編曲                           |  |
| 2014年9月17日  | 真夜中の恋人                              | YUKI『FLY』 | 作曲                           |  |
| 2014年9月17日  | 口笛                                      | YUKI『FLY』 | 作曲                           |  |
| 2014年9月24日  | フレンド                                  | わか・ふうり from STAR☆ANIS TVアニメ/データカードダス『アイカツ! 2ndシーズン』 挿入歌ミニアルバム2『Cute Look』                          | 編曲                           |  |
| 2014年10月22日 | Du-Du-Wa DO IT!!                          | わか from STAR☆ANIS & るな・もな・みき from AIKATSU☆STARS!『Du-Du-Wa DO IT!!/Good morning my dream』                                     | 作編曲                         |  |
| 2015年2月11日  | ハンナリ☆スター                           | ミライスカート『ナモナイオト』 | 編曲                           |  |
| 2015年2月25日  | はろー!Winter Love♪                       | みき・るな・もな from AIKATSU☆STARS!『Beautiful Song』                                                                                   | 編曲                           |  |
| 2015年2月25日  | NAMARA!!                                  | WHY@DOLL『NAMARA!!』 | 作編曲                         |  |
| 2015年2月25日  | バニラシェイク                            | WHY@DOLL『NAMARA!!』 | 編曲                           |  |
| 2015年2月25日  | 2月のエピローグ                           | WHY@DOLL『NAMARA!!』 | 編曲                           |  |
| 2015年2月25日  | パウダースノウ                            | WHY@DOLL『NAMARA!!』 | 編曲                           |  |
| 2015年3月18日  | 曖昧MOON                                  | WHY@DOLL『曖昧MOON』 | 編曲                           |  |
| 2015年3月18日  | シグナル                                  | WHY@DOLL『曖昧MOON』 | 編曲                           |  |
| 2015年4月1日   | Luv Fanatic                               | 田村ゆかり『好きだって言えなくて』 | 編曲                           |  |
| 2015年4月1日   | 雨のパンセ                                | 田村ゆかり『好きだって言えなくて』 | 編曲                           |  |
| 2015年6月17日  | タイムトンネル                            | TUBE『Your TUBE+My TUBE』 | 編曲                           |  |
| 2015年8月26日  | トウキョウ・ミッドナイト                  | 小松未可子『群青サバイバル』 | 編曲                           |  |
| 2015年8月26日  | ココナッツガールは誘われたい              | 神楽坂ゆか『ひと夏の秘密』 | 作編曲                         |  |
| 2015年10月21日 | ∞ Possibilities                           | S.E.M『THE IDOLM@STER SideM ST@RTING LINE 06 S.E.M』                                                                                     | 作編曲(オオヤギヒロオと共作曲) |  |
| 2015年9月2日   | 全開マジカルパワー                        | 内山夕実 from Rhodanthe*『FIRST*MODE』                                                                                                   | 作編曲                         |  |
| 2015年11月11日 | BRACELET                                  | 水樹奈々『SMASHING ANTHEMS』 | 編曲                           |  |
| 2015年12月9日  | clover                                    | WHY@DOLL『clover』 | 編曲                           |  |
| 2015年12月20日 | FINAL EMPEROR〜Absolute Existence Remix〜 | 赤司征十郎（神谷浩史）TVアニメ『黒子のバスケ』SOLO MINI ALBUM Vol.7 赤司征十郎 『Emperor Voice』                                         | リミックス                     |  |
| 2016年1月27日  | カメレオントーク★                         | わか・ふうり from STAR☆ANIS スマホアプリ『アイカツ!フォトonステージ!!』シングルシリーズ01『カメレオントーク★』                           | 編曲                           |  |
| 2016年2月10日  | LOVERS on EARTH                           | WHY@DOLL『Gemini』 | 編曲                           |  |
| 2016年3月16日  | Little Sunshine                           | 栞菜智世『Hear〜信じあえた証〜』 | 編曲                           |  |
| 2016年5月25日  | スタートライン!                           | せな・りえ from AIKATSU☆STARS!『スタートライン!/episode solo』                                                                           | ギター                         |  |
| 2016年4月27日  | Believe in Stars                          | Sirius（田村睦心、佐倉綾音、雨宮天、上坂すみれ、原田ひとみ） 『バトルガール ハイスクール』 1st Anniversary Single『STAR☆T』              | 編曲                           |  |
| 2016年6月22日  | Miracle Force Magic                       | ななせ from AIKATSU☆STARS! TVアニメ/データカードダス『アイカツスターズ!』挿入歌シングル1『ハルコレ』                                     | 編曲                           |  |
| 2016年8月24日  | 夏色バタフライ                            | ゆな・えり from STAR☆ANIS & みほ from AIKATSU☆STARS! スマホアプリ『アイカツ!フォトonステージ!!』スプリットシングル フォトカツ!EP 01      | 編曲                           |  |
| 2016年8月24日  | Stay Alive                                | May'n『Belief』 | 作編曲                         |  |
| 2016年9月28日  | fine                                      | THE HOOPERS『FANTASIA』 | 作曲                           |  |
| 2016年11月2日  | 1, 2, Sing for You!                       | せな・りえ・みき・かな from AIKATSU☆STARS!『1, 2, Sing for You!/So Beautiful Story/スタージェット!』 （TVアニメ『アイカツスターズ!』OP） | サウンドプロデュース、編曲     |  |
| 2016年11月2日  | スタージェット！                          | せな・りえ・みき・かな from AIKATSU☆STARS!『1, 2, Sing for You!/So Beautiful Story/スタージェット!』 （TVアニメ『アイカツスターズ!』OP） | サウンドプロデュース、編曲     |  |
| 2016年11月9日  | Heaven's Door〜陽のあたる場所〜           | 栞菜智世『Heaven's Door〜陽のあたる場所〜』                                                                                              | 作曲                           |  |
| 2016年11月14日 | Classy                                    | 安田レイ『Classy』 | 作編曲                         |  |
| 2016年11月16日 | Miracle shooter                           | スフィア『My Only Place』 | 作編曲                         |  |
| 2016年11月21日 | Dreaming bird                             | ななせ from AIKATSU☆STARS! TVアニメ/データカードダス『アイカツスターズ!』挿入歌シングル3『アキコレ』                                     | サウンドプロデュース、作編曲   |  |
| 2016年11月23日 | 光ある場所へ                              | May'n『光ある場所へ』 （TVアニメ『終末のイゼッタ』ED）                                                                                   | 編曲                           |  |
| 2016年12月7日  | RAINBOW                                   | SE7EN『DANGERMAN』 | ギター                         |  |
| 2016年12月25日 | Have Fun!                                 | NORD『NORD』 | 作編曲                         |  |
| 2017年2月15日  | 男はアイツだけじゃない!                   | ベッド・イン『男はアイツだけじゃない!』                                                                                                  | 作編曲                         |  |
| 2017年2月22日  | Dancing Days                              | ななせ from AIKATSU☆STARS! TVアニメ/データカードダス『アイカツスターズ!』挿入歌シングル4『フユコレ』                                     | 作編曲                         |  |
| 2017年2月22日  | 男水！〜おとこみず〜                      | みずおとこ達『We are swimmers 〜男水！キャラクター・ソング&オリジナル・サウンドトラック〜』                                              | 作編曲                         |  |
| 2017年2月22日  | グレースケール                            | TRUE『Around the TRUE』 | 作編曲                         |  |
| 2017年4月12日  | 寛解                                      | Base Ball Bear『光源』 | プログラミング                 |  |
| 2017年4月26日  | STARDOM!                                  | せな・りえ・みき・かな from AIKATSU☆STARS!『STARDOM!/Bon Bon Voyage!』 （TVアニメ『アイカツスターズ!』OP）                               | ギター                         |  |
| 2017年5月24日  | フロム                                    | TRUE『フロム』 （TVアニメ『終末なにしてますか? 忙しいですか? 救ってもらっていいですか?』ED）                                             | 作編曲                         |  |
| 2017年5月24日  | Peace Beat Beast                          | LiSA『LiTTLE DEViL PARADE』 | 作曲                           |  |
| 2017年7月5日   | 荒野の奇跡                                | ななせ from AIKATSU☆STARS!『Fantastic Ocean』                                                                                            | サウンドプロデュース、作編曲   |  |
| 2017年7月26日  | BUTTERFLY EFFECTOR                        | TRUE『BUTTERFLY EFFECTOR』 | 作編曲                         |  |
| 2017年8月9日   | 僕らの奇跡                                | M4『僕らの奇跡/アリスブルーのキス〜Another Color〜』 （TVアニメ『アイカツスターズ!』挿入歌）                                             | 作編曲                         |  |
| 2017年8月19日  | ファントム♥パラディーゾ                   | アスカロン（戸田めぐみ）、フォルカス（清都ありさ）、ムラマサ（内田愛美）『ファントム♥パラディーゾ』 （『ファントム オブ キル』楽曲）     | 作曲                           |  |
| 2017年8月23日  | Silly game                                | 龍真咲『L. O. T. C 2017』 | 編曲                           |  |
| 2017年8月23日  | Get by me                                 | 龍真咲『L. O. T. C 2017』 | 編曲                           |  |
| 2017年10月14日 | 未完成のアンサー                          | 上田竜也『未完成のアンサー』 | 作曲                           |  |
| 2017年10月18日 | HELLO                                     | 阪本奨悟『恋と嘘〜ぎゅっと君の手を〜/HELLO』                                                                                             | 作曲                           |  |
| 2017年11月1日  | MUSIC of DREAM!!!                         | せな・りえ・みき・かな from AIKATSU☆STARS!『MUSIC of DREAM!!!』                                                                          | ギター                         |  |
| 2017年11月1日  | Message of a Rainbow                      | せな・りえ・みき・かな from AIKATSU☆STARS!『MUSIC of DREAM!!!』                                                                          | サウンドプロデュース、編曲     |  |
| 2017年11月15日 | ワールドピース                            | ロッカジャポニカ『Magical View』 | 編曲                           |  |
| 2017年11月15日 | Sweet Parade                              | 関ジャニ∞『応答セヨ』（通常盤/エイト限定盤）                                                                                             | 作曲                           |  |
| 2017年12月20日 | アンノドミニ                              | 北條響 TVアニメ『魔法使いの嫁』オリジナルサウンドトラック1                                                                               | 作編曲                         |  |
| 2018年2月21日  | Change the Future!                        | 佐々木李子『明日への風』 （PS Vita用ソフト『塔亰Clanpool』OP）                                                                           | 作編曲                         |  |
| 2018年2月21日  | 酩酊                                      | 佐々木李子『酩酊』 アプリ『誰ソ彼ホテル』挿入歌                                                                                          | 編曲                           |  |
| 2018年4月25日  | Roadmap                                   | TRUE『Lonely Queen's Liberation Party』                                                                                                  | 作編曲                         |  |
| 2018年5月9日   | Changing point                            | i☆Ris『Changing point』（TVアニメ『魔法少女サイト』OP）                                                                                  | 作編曲                         |  |
| 2018年5月23日  | コズミック・ストレンジャー                | るか・ななせ from AIKATSU☆STARS! with ジョニー別府（保村真）スマホアプリ『アイカツ!フォト on ステージ!!』 AIKATSU SCRAPBOOK SP           | 作編曲                         |  |
| 2018年5月23日  | We are STARS!!!!!                         | せな・りえ・みき・かな・ななせ from AIKATSU☆STARS! スマホアプリ『アイカツ!フォト on ステージ!!』 AIKATSU SCRAPBOOK SP                    | 作編曲                         |  |
| 2018年5月23日  | identity                                  | 水瀬いのり『BLUE COMPASS』 | 作編曲                         |  |
| 2018年6月25日  | チャイム                                  | YUKI 『チャイム』（配信） （NHK『あさイチ』テーマソング）                                                                                | 編曲（YUKI・百田瑠衣と共編曲） |  |
| 2018年8月1日   | バベルシティ・グレイス                    | L'Antica THE IDOLM@STER SHINY COLORS BRILLI@NT WING 03『バベルシティ・グレイス』                                                         | 作編曲                         |  |
| 2018年8月8日   | Home                                      | May'n『天使よ故郷を聞け』 （TVアニメ『Phantom in the Twilight』ED）                                                                      | 編曲                           |  |
| 2018年8月14日  | Sunny                                     | 安田レイ『Sunny』 （フジテレビ系『健康で文化的な最低限度の生活』OP）                                                                     | 作曲                           |  |
| 2018年8月15日  | ガンバレルヤ!                             | Fischer's『僕らの色 みんなの色』 | 作編曲                         |  |
| 2018年8月22日  | 最後のラブソング                          | Hey! Say! JUMP『SENSE or LOVE』 | 作曲                           |  |
| 2018年9月5日   | 夢咲きAfter School!                       | 放課後クライマックスガールズ THE IDOLM@STER SHINY COLORS BRILLI@NT WING 04『夢咲きAfter school!』                                        | 作編曲                         |  |
| 2018年9月19日  | 残光と盟約                                | 戦刻ナイトブラッド 『戦刻ナイトブラッド ベストアルバム 弾奏アブソリュート』 （PCゲーム『戦刻ナイトブラッド 光盟』OP）                    | 作編曲                         |  |
| 2018年9月26日  | Birth of Legend                           | 水樹奈々 『WONDER QUEST EP』 | 作編曲                         |  |
| 2018年9月26日  | Summertime                                | 田村芽実 『輝いて 〜My dream goes on〜』                                                                                                 | 編曲                           |  |
| 2018年12月5日  | TUNE IN!!                                 | Shiggy Jr. 『DANCE TO THE MUSIC』 | 編曲                           |  |
| 2018年12月12日 | ミルミル 〜未来ミエル〜                   | magical2 『ミルミル 〜未来ミエル〜』 （ドラマ『魔法×戦士 マジマジョピュアーズ!』新OP）                                                   | 作編曲                         |  |
| 2019年1月9日   | ヒトガタ                                  | HIMEHINA『ヒトガタ』（配信） （アニメ『バーチャルさんはみている』ED）                                                                    | 作編曲                         |  |
| 2019年2月6日   | Dance With Me                             | SHE'S『Now & Then』 | 編曲                           |  |
| 2019年2月13日  | サンキュー                                | magical2 『MAGICAL☆BEST -Complete magical2 Songs-』 （ドラマ『魔法×戦士 マジマジョピュアーズ!』新OP）                                    | 作編曲                         |  |
| 2019年2月27日  | blooming                                  | 安田レイ『blooming』 （TVアニメ『レイトン ミステリー探偵社 〜カトリーのナゾトキファイル〜』新OP）                                        | 編曲（玉井健二と共編曲）       |  |
| 2019年3月6日   | 月曜から御めかし                          | 関ジャニ∞『crystal』（通常盤） | 作曲                           |  |
| 未発売         | mile mile please                          | 乃木坂46 2018年セブンマイルプログラム楽曲                                                                                                | 作編曲                         |  |
| 2019年7月17日  | Born Free                                 | 水樹奈々 『METANOIA』 | 作編曲                         |  |
| 2020年1月13日  | Ambitious Beast（傲）                     | 墨汐（モーシィ）『Ambitious Beast』（配信）                                                                                              | 作曲・編曲                     |  |
| 2020年1月22日  | ポーカーフェイス                          | Lefty Hand Cream 『1LDK』（通常盤・初回限定盤）                                                                                          | 作編曲                         |  |
| 2020年4月15日  | ヒラヒラ                                  | GENERATIONS from EXILE TRIBE 『ヒラヒラ』                                                                                                | 作曲                           |  |
| 2020年9月2日   | 泡の影                                    | King & Prince 『L&』 | 作編曲                         |  |
| 2020年9月30日  | FEARS                                     | THE RAMPAGE from EXILE TRIBE 『FEARS』                                                                                                   | 作曲                           |  |
| 2021年1月6日   | ST                                        | SixTONES『1ST』 |                                |  |
| 2021年1月10日  | Link or Chains                            | 水樹奈々 『Link or Chains』(配信) | 作編曲                         |  |
| 2021年7月14日  | Beautiful Sunset                          | GENERATIONS from EXILE TRIBE『Up & Down』                                                                                                | 作曲                           |  |
| 2021年7月28日  | 瞬間SummerDay!                            | 愛美『カザニア』 | 作曲・編曲                     |  |
| 2022年8月3日   | Overture                                  | 櫻坂46『As you know?』 | 作編曲                         |  |
| 2023年5月24日  | 青い春と西の空                            | 結束バンド『光の中へ』 | 作曲                           |  |
| 2023年11月24日 | 追い風とストーリー                        | スタプラ研究生『追い風とストーリー』 | 作曲                           |  |

## 劇伴ほか
- TVCM マクドナルド「ポテ撮り」篇（作編曲、2016年）
- TVアニメ『アイカツスターズ!』劇伴（2016-2018年）
- ジャニーズ・フューチャー・ワールド「JFW 2016和ALL DANCE」（作曲、2016年）